# 용동면
용동면(龍東面)은 대한민국의 전북특별자치도 익산시에 설치된 면이다.

## 지리
용동면은 호남선 철도와 KTX 및 23번 국도가 관통하는 전통적인 농경지역이다.

## 법정리
- 구산리(九山里)
- 대조리(大鳥里): 행정복지센터 소재지
- 용성리(龍城里)
- 화배리(花盃里)
- 화실리(花實里)
- 흥왕리(興旺里)

## 교육
- 흥왕초등학교